# Подударност
Објекти који се могу трансформисати једни у друге помоћу крутих трансформација и огледања (али не и скалирања) су подударни. Стога је објекат подударан са својом сликом у огледалу (чак и ако није симетричан), али не и за скаларну верзију. Два подударна објекта увек имају или исти облик или исти облик са својом сликом у огледалу.

## Хомеоморфизам
Флексибилнија дефиниција облика узима у обзир чињеницу да се реални облици често деформишу, нпр. особа у различитим положајима, дрво који се савија на ветру или рука са различитим положајем прстију. Један од начина за моделирање покрета који није укрућен јесте хомеоморфизам. Грубо говорећи, хомеоморфизам је континуирано истезање и савијање објекта у нови облик. Дакле, квадрат и круг су међусобно хомеоморфни, али сфера и крофна нису. Често понављана  математички шала је да тополози не разликују своју шољицу за кафу од крофне,јер довољно еластична крофна може се преобликовати у шољу кафе стварањем рупица и прогресивно увећавајући, уз очување крофне у дршци шољице.

## Анализа облика
Наведене математичке дефиниције крутог и нерегуларног облика настале су у пољу статистичке анализе облика. Посебно прокруст анализи, која је техника која се користи за упоређивање облика сличних објеката (нпр. костију различитих животиња), или мерење деформације неког објекта који се може деформисати. Друге методе су дизајниране да раде са не савитљивим предметима нпр за независно проналажење облика држања (погледајте пример анализу облика спектра).

## Класе сличности
Сви слични троуглови имају исти облик.Ови облици се могу класификовати користећи сложене бројеве у методи Ј.А Лестера и Рафаел Артзија.На пример, једнакостранични  троугао може се изразити комплексним бројевима 0, 1, (1 + и √ 3) / 2 који представљају своје вертикале. Лестер и Артзи називају однос
{\displaystyle S(u,v,w)=\left({\frac {u-w}{u-v}}\right)} облика троугла (u, v, w). Онда је облик једнакостараничног троугла једнак 
(0-(1+ √ 3)/2)/(0-1) = (1+i √ 2)/2 = cos(60°) = exp(i π/3).
За сваку афинску трансформацију комплексне равни,{\displaystyle z\mapsto az+b,a\neq 0} , троугао се трансформише, али не мења свој облик. Отуда је облик инваријанта афинске геометрије. Облик p = S(u,v,w) зависи од реда аргумената функције S,али 
пермутације доводе до повезаних вредности.На пример,
{\displaystyle 1-p=1-(u-w)/(u-v)=(v-w)/(v-u)=S(v,u,w)}. Такође {\displaystyle p^{-1}=S(u,w,v)}.
Комбиновање ових пермутација даје {\displaystyle S(u,w,v)=(1-p)^{-1}}. Осим тога,
{\displaystyle {\displaystyle p(1-p)^{-1}=S(u,v,w)S(v,w,u)=(u-w)/(v-w)=S(w,v,u).}p(1-p)^{-1}=S(u,v,w)S(v,w,u)=(u-w)/(v-w)=S(w,v,u).} Ови односи су "правила конверзије" за облик троугла.
Облик четвероугла повезан је са два сложена броја p, q. Ако четвороугао има тачке u,v,w,x, онда p = S(u,v,w) и q = S(v,w,x).Артзи доказује ове тврдње о четвероуглим облицима:
1. Ако је {\displaystyle {\displaystyle p=(1-q)^{-1}}}, онда је четвороугао паралелограм.
2. Ако паралелограм има |arg p| = |arg q|, онда је то ромб.
3. Када је p = 1 + i and q = (1 + i)/2,четвоеоугао је квадрат.
4. Ако је {\displaystyle p=r(1-q^{-1})} и sgn r = sgn(Im p), онда је четворугао трапез.

Геометријски облик {\displaystyle (z_{1},z_{2}...z_{n})} има облик дефинисан n-2 комплексним бројевима{\displaystyle {\displaystyle S(z_{j},z_{j+1},z_{j+2}),\ j=1...,n-2.}S(z_{j},z_{j+1},z_{j+2}),\ j=1...,n-2.}Границе геометријског облика ограничава 
конвексни скуп, када све ове компоненте облика имају имагинарне компоненте истог знака.